# Władysław Dworakowski

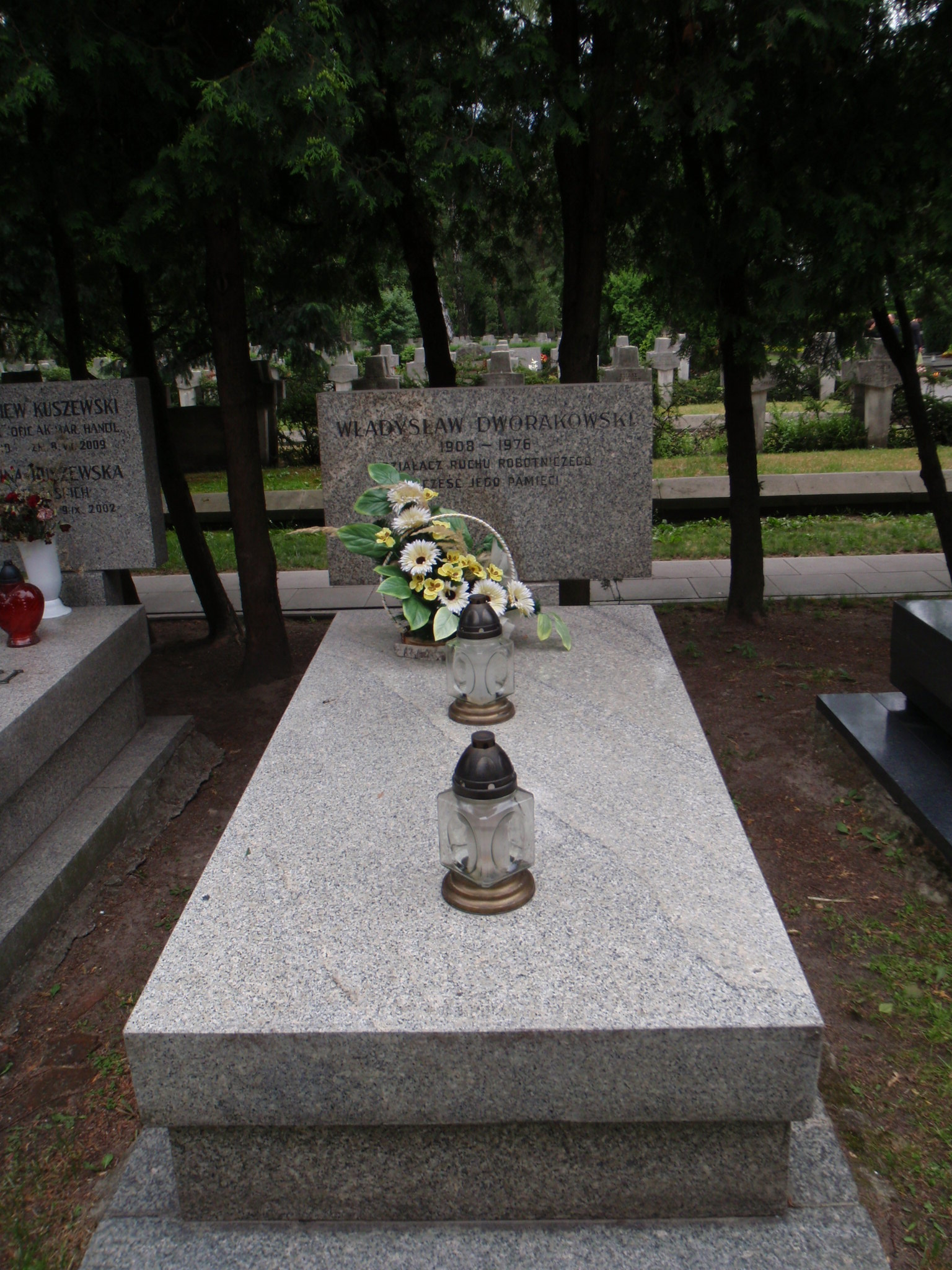
Grab von Władysław Dworakowski auf dem Powązki-Friedhof in Warschau.

Władysław Dworakowski (* 10. September 1908 in Oblasy, Gmina Janowiec; † 17. November 1976 in Warschau) war ein Politiker der Polnischen Vereinigten Arbeiterpartei PZPR (Polska Zjednoczona Partia Robotnicza) in der Volksrepublik Polen, der unter anderem zwischen 1952 und 1954 Vizepräsident des Ministerrates sowie von 1954 bis 1956 Vorsitzender des Komitees für Öffentliche Sicherheit war.

## Leben
Władysław Dworakowski, der von Beruf Schlosser war, trat 1934 als Mitglied der damaligen Kommunistische Partei Polens KPP (Komunistyczna Partia Polski) sowie 1942 der Polnischen Arbeiterpartei PPR (Polska Partia Robotnicza) bei. Am 31. Dezember 1943 wurde er für die PPR Mitglied des Nationalen Landesrates KRN (Krajowa Rada Narodowa), dem er bis 1947 angehörte. Während dieser Zeit war er Sekretär des Ausschusses für Religion und Nationalitäten. Nach Ende des Zweiten Weltkrieges wurde er Parteifunktionär der PPR. Bei der Sejmwahl am 19. Januar 1947 wurde er für die PPR im Wahlkreis Nr. 24 Gdyniazum Mitglied des Verfassungsgebenden Sejm (Sejm Ustawodawczy) gewählt. In dieser Zeit war er von 1947 bis 1952 sowohl Vize-Vorsitzender des Ausschusses für Schifffahrt und Außenhandel als auch Mitglied des Präsidiums der PPR-Fraktion. Darüber hinaus war er Mitglied zahlreicher weiterer Parlamentsausschüsse. 1948 wurde er Mitglied der Polnischen Vereinigten Arbeiterpartei PZPR (Polska Zjednoczona Partia Robotnicza) und fungierte zwischen 1949 und 1950 als Erster Sekretär des PZPR-Komitees der Woiwodschaft Łódź. 1950 wurde er von diesem Posten abberufen, um als Mitarbeiter für das Zentralkomitee der Polnischen Vereinigten Arbeiterpartei (ZK der PZPR) zu arbeiten.
Dworakowski war zwischen 1952 und 1954 Kandidat des Politbüros des ZK der PZPR. Am 20. November 1952 wurde er für die PZPR zum Mitglied des Sejm gewählt und vertrat in diesem bis zum 20. November 1956 den Wahlkreis Nr. 8 Łódź. Er fungierte zwischen dem 21. November 1952 und dem 18. März 1954 als Vizepräsident des Ministerrates und damit als stellvertretender Ministerpräsident (Wicepremier)in der Regierung von Ministerpräsident Bolesław Bierut. Auf dem II. Parteitag (10. bis 17. März 1954) wurde er Mitglied des Politbüros des ZK und zugleich Sekretär des ZK der PZPR. Des Weiteren wurde er am 7. Dezember 1954 als Nachfolger des bisherigen Ministers für öffentliche Sicherheit Stanisław Radkiewicz Vorsitzender des Komitees für Öffentliche Sicherheit beim Ministerrat (Przewodniczący Komitetu do spraw Bezpieczeństwa Publicznego przy Radzie Ministrów) und bekleidete diesen Posten bis zum 29. März 1956, woraufhin Edmund Pszczółkowski seine Nachfolge antrat. Während dieser Zeit gehörte er im Machtkampf innerhalb der PZPR neben Franciszek Jóźwiak, Wiktor Kłosiewicz, Zenon Nowak, Aleksander Zawadzki, Władysław Kruczek, Hilary Chełchowski, Kazimierz Mijal, Franciszek Mazur, Bolesław Rumiński und Stanisław Łapot der einflussreichen Natolin-Faktion an. Für seine Verdienste erhielt er unter anderem den Orden Banner der Arbeit (Order Sztandaru Pracy) Erster Klasse sowie die Medaille für Warschau 1939–1945 (Medal za Warszawę 1939–1945).
Am 21. Oktober 1956 verlor Władysław Dworakowski schließlich seine Funktionen als Mitglied des Politbüros des ZK und Sekretär des ZK der PZPR, nachdem Władysław Gomułka im Zuge des Polnischen Oktober zum Ersten Sekretär des ZK gewählt worden war. Dworakowski war fünf Jahre zuvor 1951 an der Verhaftung und dem Ausschluss Gomułkas aus der PZPR beteiligt. Insbesondere hatte Dworakowski die Arbeit von Gomułka als Minister für die „wiedergewonnenen Gebiete“, also der bisherigen deutschen Ostgebiete, kritisiert. Die Verurteilung von Gomułkas die kommunistische Doktrin missachtenden „Polonisierungspolitik“ im ehemals deutschen Osten sprach Dworakowski 1951 wie folgt aus: „Voll Hass gegenüber der Sowjetunion leitete Gomułka eine Aktion, durch die unsere Arbeitermassen für die Bourgeoisie und die Großgrundbesitzer gewonnen werden sollten.“ Später trat Dworakowski der 1965 von dem Maoisten Kazimierz Mijal gegründeten Kommunistischen Partei Polens KPP (Komunistyczna Partia Polski) bei. Nach seinem Tode wurde er auf dem Powązki-Friedhof in Warschau beigesetzt.